# Vedanā
Vedanā (em páli e sânscrito: वेदना) é um termo antigo tradicionalmente traduzido como "sentimento" ou "sensação". Em geral, vedanā refere-se às sensações agradáveis, desagradáveis e neutras que ocorrem quando nossos órgãos sensoriais internos entram em contato com objetos sensoriais externos e a consciência associada. Vedanā é identificado como valência ou "tom hedônico" na psicologia. 
Vedanā é identificado no ensino budista da seguinte maneira: 
- Um dos sete fatores mentais universais no Theravāda Abhidharma.
- Um dos cinco fatores mentais universais no Mahāyāna Abhidharma.
- Um dos doze elos da origem dependente (nas tradições Theravāda e Mahāyāna).
- Um dos cinco agregados (nas tradições theravāda e mahāyāna).
- Um dos objetos de foco dentro da prática dos quatro fundamentos da atenção plena.

No contexto dos doze elos, o desejo e o apego ao vedanā levam ao sofrimento; reciprocamente, a consciência concentrada e a compreensão clara do vedanā podem levar à Iluminação e à extinção das causas do sofrimento. 

## Definições

### Theravada
Bhikkhu Bodhi declara: 
Sentir é o fator mental que sente o objeto. É o modo eficaz em que o objeto é experimentado. A palavra páli vedanā não significa emoção (que parece ser um fenômeno complexo que envolve uma variedade de fatores mentais concomitantes), mas a qualidade afetiva de uma experiência, que pode ser agradável, dolorosa ou neutra.
Nina van Gorkom afirma: 
Quando estudamos o Abhidhamma, aprendemos que 'vedanā' não é o mesmo que queremos dizer com sentimento na linguagem convencional. Sentir é nama, experimentar algo. O sentimento nunca surge sozinho; acompanha citta e outras cetasikas e é condicionado por elas. Assim, o sentimento é um nama condicionado. Citta não sente, conhece o objeto e vedanā sente.
Todos os sentimentos têm a função de experimentar o sabor, o sabor de um objeto (Atthasālinī, I, Parte IV, Capítulo I, 109). O Atthasālinī usa um símile para ilustrar que o sentimento experimenta o sabor de um objeto e que citta e as outras cetasikas que surgem junto com o sentimento experimentam o sabor apenas parcialmente. Um cozinheiro que preparou uma refeição para o rei apenas prova a comida e a oferece ao rei que irá saborear:
[...] e o rei, sendo senhor, especialista e mestre, come o que quiser, mesmo assim, o mero teste da comida pelo cozinheiro é como o prazer parcial do objeto pelos dhammas restantes (a citta e as outras cetasikas), e como o cozinheiro prova uma porção da comida, os dhammas restantes desfrutam de uma parte do objeto, e como o rei, sendo senhor, especialista e mestre, come a refeição de acordo com seu prazer, sentindo, sendo senhor, especialista e mestre, saboreia o objeto e, portanto, diz-se que prazer ou experiência é sua função.
Assim, todos os sentimentos têm em comum que experimentam o "gosto" de um objeto. Citta e as outras cetasikas acompanhantes também experimentam o objeto, mas o sentimento o experimenta de maneira própria e característica.

### Mahayana
O Abhidharma-samuccaya declara: 
Qual é a característica absolutamente específica de vedana? É experimentar. Ou seja, em qualquer experiência, o que experimentamos é o amadurecimento individual de qualquer ação positiva ou negativa como resultado final.
Mipham Rinpoche afirma:
Sensações são definidas como impressões.
O agregado de sensações pode ser dividido em três: agradável, doloroso e neutro. Como alternativa, existem cinco: prazer e prazer mental, dor e dor mental e sensação neutra.
Em termos de suporte, existem seis sensações resultantes do contato.
Alexander Berzin descreve esses fatores mentais como sentir (tshor-ba, sânscrito: vedanā) algum nível de felicidade. Ele afirma:
Quando ouvimos a palavra "sentimento" em um contexto budista, é apenas uma referência a isso: sentir algum nível de felicidade ou infelicidade, em algum lugar do espectro. Portanto, com base em uma agradável percepção de contato nos sentimos felizes. A felicidade é: gostaríamos que continuasse. E, com base em uma percepção desagradável de contato — ela não vem facilmente à mente, nós basicamente queremos nos livrar dela — sentimos infelicidade. "Infelicidade" é a mesma palavra que "sofrimento" (mi-bde-ba, sânscrito: duhkha). A infelicidade é: não quero continuar com isso; Eu quero me separar disso.
E consciência de contato neutra. Sentimos-nos neutros em relação a isso — não queremos continuar nem interromper. . .

### Relação com "emoções"
Vedanā é a valência distinta ou "tom hedônico" da psicologia emocional, identificada e isolada neurologicamente. 
Os professores contemporâneos Bhikkhu Bodhi e Chögyam Trungpa Rinpoche esclarecem a relação entre vedanā (frequentemente traduzida como "sentimentos") e as noções ocidentais de "emoções". 
Bhikkhu Bodhi escreve: 
"A palavra páli vedanā não significa emoção (que parece ser um fenômeno complexo que envolve uma variedade de fatores mentais concomitantes), mas a qualidade afetiva de uma experiência, que pode ser agradável, dolorosa ou neutra".
Chögyam Trungpa Rinpoche escreve: 
"No caso [isto é, dentro dos ensinamentos budistas] 'sentir' não é exatamente a nossa noção comum de sentimento. Não é o sentimento que levamos tão a sério como, por exemplo, quando dizemos: 'Ele machucou meus sentimentos'. Esse tipo de sentimento que levamos tão a sério pertence aos quartos e quintos agregados do conceito e da consciência".

## Atributos
Em geral, o cânone páli descreve vedanā em termos de três "modos" e seis "classes". Alguns discursos discutem enumerações alternativas, incluindo até 108 tipos. 

### Três modos, seis classes
Nos discursos canônicos (Sutta Pitaka), Buda ensina que existem três modos de vedanā: 
- agradável (sukhā)
- desagradável (dukkha)
- nem agradável nem desagradável (adukkham-asukhā, "ambivalente", às vezes referido como "neutro" na tradução)

Em outras partes do cânone Pali, afirma-se que existem seis classes de vedanā, correspondentes a sensações decorrentes do contato (sânscrito: sparśa; páli: phassa) entre um órgão sensorial interno (ayatana; isto é, olho, ouvido, nariz, língua, corpo ou mente), um objeto sensorial externo e a consciência associada (sânscrito: vijnana; páli: viññāna). Em outras palavras: 
- sensação decorrente do contato visual, forma visível e consciência ocular
- sensação decorrente do contato auditivo, som e consciência do ouvido
- sensação decorrente do contato olfativo, cheiro e consciência do nariz
- sensação decorrente do contato paladativo, gosto e consciência da língua
- sensação decorrente do contato físico, toque e consciência corporal
- sentimento decorrente do contato mental (mano), pensamentos (dhamma) e consciência da mente

### Dois, três, cinco, seis, 18, 36, 108 tipos
Em alguns discursos, alude-se a uma infinidade de tipos de vedana que variam de dois a 108, da seguinte maneira: 
- dois tipos de sentimento: físico e mental
- três tipos: agradável, doloroso, neutro
- cinco tipos: físico agradável, físico doloroso, mental agradável, mental doloroso, equânime
- seis tipos: um para cada faculdade dos sentidos (olho, ouvido, nariz, língua, corpo, mente)
- 18 tipos: explorações dos três tipos mentais acima mencionados (mental agradável, mental doloroso, equânime), cada um em termos de cada uma das seis faculdades sensoriais acima mencionadas
- 36 tipos: os 18 tipos mencionados acima para o chefe de família e os 18 tipos mencionados acima para o renunciante
- 108 tipos: os 36 tipos mencionados para o passado, para o presente e para o futuro

Na literatura páli mais ampla, das enumerações acima, o Visuddhimagga pós-colonial destaca os cinco tipos de vedanā: prazer físico (sukha); desagrado físico (dukkha); felicidade mental (somanassa); infelicidade mental (domanassa); e equanimidade (upekkhā).

## Estruturas canônicas
Vedanā é um fenômeno central nas seguintes estruturas frequentemente identificadas do cânone páli: 
- os "cinco agregados"
- as doze condições de "origem dependente"
- os quatro "fundamentos da atenção plena"

### Agregado mental
Vedanā é um dos cinco agregados (sânscrito: skandha; páli: khandha) do apego (sânscrito, páli: upādāna; veja a Figura 2 à direita). No cânone, como indicado acima, o sentimento surge do contato de um órgão dos sentidos, objeto dos sentidos e consciência. 

### Condição central
Na originação dependente (sânscrito: pratītyasamutpāda; páli: paṭiccasamuppāda), Buda explica que: 
- vedanā surge com o contato (phassa) como condição
- vedanā age como uma condição para o desejo (páli: taṇhā; sânscrito: tṛṣṇā).[11]

No Visuddhimagga pós-canônico do século V, o sentimento (vedana) é identificado como decorrente simultânea e inseparavelmente da consciência (viññāṇa) e da mente e do corpo (nāmarūpa). Por outro lado, enquanto este texto identifica o sentimento como decisivo para o desejo e suas sequelas mentais que conduzem ao sofrimento, a relação condicional entre sentimento e desejo não é identificada como simultânea nem como necessária cármica.

### Base da atenção plema
Em todo o cânone, há referências aos quatro "fundamentos da atenção plena" (satipaṭṭhāna): o corpo (kāya), sentimentos (vedanā), estados mentais (citta) e experiências mentais (dhammā). Essas quatro fundações são reconhecidas entre os sete conjuntos de qualidades conducentes à iluminação (bodhipakkhiyādhammā). O uso de vedanā e de outros satipaṭṭhāna nas práticas de meditação budista pode ser encontrado no Satipaṭṭhāna Sutta e no Ānāpānasati Sutta. 

### Práticas de sabedoria
Cada modo de vedanā é acompanhado por sua tendência ou obsessão subjacente correspondente (anusaya). A tendência subjacente ao vedanā agradável é a tendência à luxúria, ao desagradável, a tendência à aversão e, nem agradável nem desagradável, a tendência à ignorância.

## Traduções alternativas
Traduções alternativas para o termo vedana são: 
- Sentimentos (Nina van Gorkom, Bhikkhu Bodhi, Alexander Berzin)
- Sentir algum nível de felicidade (Alexander Berzin)
- Tom de sentimento (Herbert Guenther)
- Sensação (Erik Kunsang)